# (37926) 1998 FX114
1998 FX114 (asteroide 37926) é um asteroide da cintura principal. Possui uma excentricidade de 0.12025760 e uma inclinação de 11.07496º.
Este asteroide foi descoberto no dia 31 de março de 1998 por LINEAR em Socorro.